# Megadontognathus cuyuniense
Megadontognathus cuyuniense es una especie de peces perteneciente a la familia Apteronotidae.

## Descripción
- Puede llegar a medir 23,8 cm de longitud máxima.
- 159-169 radios blandos en la aleta anal.
- 90 vértebras.
- 2-3 dientes diminutos y cónicos en cada premaxilar.[5][6]

## Hábitat
Es un pez de agua dulce, bentopelágico y de clima tropical.

## Distribución geográfica
Se encuentra en Sudamérica: cuenca del río Cuyuní y el río Caroní en Venezuela.

## Observaciones
Es inofensivo para los humanos.